# Monika Grütters
Monika Grütters (née le 9 janvier 1962 à Münster) est une femme politique allemande, membre de la CDU. 
De 2013 à 2021, elle remplit les fonctions de Déléguée du gouvernement fédéral pour la Culture et les Médias (« ministre de la Culture et des Médias ») à la suite de Bernd Neumann. Elle est membre du Bundestag depuis 2005 et a été vice-présidente de la commission Culture et Médias de 2009 à 2013. Depuis décembre 2016 elle préside la circonscription de Berlin de la CDU et est élue membre du présidium fédéral du comité directeur fédéral de la CDU.

## Vie privée et parcours professionnel
Après avoir obtenu son diplôme d'études secondaires au Lycée pour filles Marienschule de Münster en 1981, Monika Grütters a étudié l'allemand, l'histoire de l'art et les sciences politiques à l'Université Wilhelms-Westphalie de Münster et à la Rheinische Friedrich-Wilhelms-Universität Bonn, où elle a diplômé d'un magistère  en 1989. Après avoir travaillé au département de presse et de relations publiques de l'Opéra de Bonn pendant ses études, elle a travaillé dans le même domaine de 1990 à 1991 au Musée allemand des techniques de Berlin et de 1991 à 1992 pour la maison d'édition Bouvier à Berlin. De 1992 à 1995, elle a été porte-parole du département pour la science et la recherche du Sénat du Land de Berlin.
Depuis 1991, Mme Grütters enseigne la gestion culturelle à l'Académie de musique Hanns Eisler à Berlin, où elle est professeur honoraire depuis 1999. Depuis 2005, elle est professeur honoraire à la Freie Universität Berlin dans le programme de master Arts and Media Administration.
Par ailleurs, Mme. Grütters était active depuis 1996au sein du département des relations publiques à l'ancienne Bankgesellschaft Berlin. De 1998 à 2013, elle a été porte-parole du conseil d'administration de la Fondation Brandenburger Tor. Elle est membre du Comité central des catholiques allemands (ZdK) et, depuis décembre 2013, porte-parole de la section « Culture, éducation et médias » du ZdK. Grütters est catholique et célibataire.
En tant que représentante du gouvernement fédéral, elle est membre du conseil d'administration de Deutschlandradio.

## Activité Politique
En 1978, Monika Grütters entre à la Junge Union  et devient membre de la CDU en 1983. Depuis 1988 elle est rattachée au comité directeur de la CDU Berlin.
Grütters est membre de la Chambre des députés de Berlin de 1995 à 2005. Elle y est porte-parole de la commission scientifique et culturelle et, de 2001 à 2005, vice-présidente du groupe parlementaire CDU.
Elle est membre du Bundestag allemand depuis 2005, élue au Bundestag sur la liste du Land de Berlin et est présidente de la commission de la culture et des médias de 2009 à 2013. Aux élections fédérales de 2013, elle est à nouveau la tête de liste de la CDU Berlin.
Le 17 décembre 2013, Grütters succède à Bernd Neumann (CDU) en tant que Commissaire gouvernemental pour la culture et les médias.
Fin juin 2015 et mi-juillet 2015, elle présente un avenant à la loi sur la protection des biens culturels, dont deux projets ont été révélés au public et qui ont suscité beaucoup de controverse.
À la suite de la démission de Frank Henkel du poste de président de la CDU Berlin le 13 octobre 2016, Mme Grütters esy, dès le lendemain, nommée comme successeur par le comité exécutif de la CDU Berlin.
Lors d'une petite convention de parti de la CDU Berlin le 2 décembre 2016, Grütters est élue présidente avec 78,4 pour cent des voix. Pour la première fois dans l'histoire, une femme préside la CDU Berlin.
Quatre jours après son élection, au congrès fédéral de la CDU à Essen, Grütters est élue avec 70,37 pour cent des voix comme successeur d'Emine Demirbüken-Wegner au comité exécutif de la CDU et entre ainsi dans la sphère proche de la chancelière Angela Merkel.

## Distinctions
- Prix Julius-Campe (2017)[7] : conformément à la « Directive du gouvernement fédéral sur la prévention de la corruption dans l'administration fédérale » du 30 juillet 2004, elle a dû rejeter l'acceptation des 99 bouteilles de vin auxquelles elle a droit.